# Dojrani csata (1918)
A harmadik dojrani csata 1918. szeptember 18. és 19. között zajlott az első világháború részeként a Balkánon, amikor is a bolgár hadsereg taktikai győzelmet aratott a brit, francia és görög egyesített csapatokon.

## Története

### Előzmények
Nem ez volt az első eset, hogy az antant a Dojrani-tó környékét támadja. A franciák 1916-ban, míg a britek 1917-ben intéztek támadást, azonban a bolgároknak mindig sikerült legalább visszaszorítaniuk a támadókat. 
Az antant hadvezetése több helyen egyszerre megindított támadásokkal próbálta szétzilálni a bolgár haderőt, ezen tervtől remélve a győzelmet. A görög–brit egységek Szalonikiből indultak el, miközben a francia–szerb csapatok is mozgásba lendültek a Vardar-völgy irányában. A pozíciókban való elhelyezkedés után megkezdődött a csata.

### A csata
A britek szeptember 18-án 231 db 8 hüvelykes ágyújukat a bolgár vonalakra koncentrálva heves tüzérségi előkészítésbe kezdtek. Az ágyúzás több mint egy napig tartott, s a brit tüzérség bevetette fegyverarzenálja legjavát. Gáztámadások és a nagy ütőerejű lövedékek sorozatai egymást követték. 
Érdekesség, hogy még ezen a napon megindult az első roham amelyben a görög és brit csapatok elfoglalták a bolgárok első vonalát. Erre válaszul a bolgárok második vonalából fergeteges nehéztüzérségi sortűz repült az angol és görög katonák nyakába, amely során az antantcsapatok hatalmas veszteségeket szenvedtek. Például a 67. brit gyalogosdandár itt veszítette el állományának több mint 65%-át. Akiket a bolgár nehéztüzérség nagy erejű sorozata még nem tört meg, azokat a lövészárkokból kirontó géppuskások mészárolták le. 
A brit és görög csapatok másnap újra megpróbálkoztak, azonban néhány elfoglalt lövészárkot leszámítva ez a nap is ugyanolyan eredménytelen volt mint az előtte lévő. Az egységek közötti rossz kommunikáció illetve a tüzérségi támogatás teljes hiánya miatt a hadvezetés nem indított újabb rohamot a bolgárok ellen. A csatával párhuzamosan azonban a francia és szerb csapatok jelentős sikereket értek el a Vardar-völgyben.

### Következmények
A francia és szerb sikereknek köszönhetően a bolgár hadvezetés már nem tudta megtartani a Dojrani-tó környékét sem, így az I. bolgár hadsereg visszavonulásba kezdett. A visszavonuló csapatokat támadták a brit légierő gépei s kisebb veszteségeket okoztak. Ezt a csatát követően a bolgár hadsereg gyakorlatilag teljesen elveszítette erejét, a csapatok szétszóródtak, így az antant néhány héten belül térdre kényszerítette az országot. 

## Fordítás
Ez a szócikk részben vagy egészben  a   Battle of Doiran című angol Wikipédia-szócikk fordításán alapul.  Az eredeti cikk szerkesztőit annak laptörténete sorolja fel. Ez a jelzés csupán a megfogalmazás eredetét és a szerzői jogokat jelzi, nem szolgál a cikkben szereplő információk forrásmegjelöléseként.

## Lásd még
- Balkáni front (első világháború)